# Scutum rostrale
| r ag in l la la′ m n p | Rostrale Vordere Kinnschilde Internasale Loreale Supralabialia Sublabialia Mentale Nasalia Parietalia | pf pg pro pso pto f so t v | Präfrontalia Hintere Kinnschilde Präoculare Präsuboculare Postocularia Frontale Supraoculare Vordere und hintere Temporalia Erstes Ventrale |

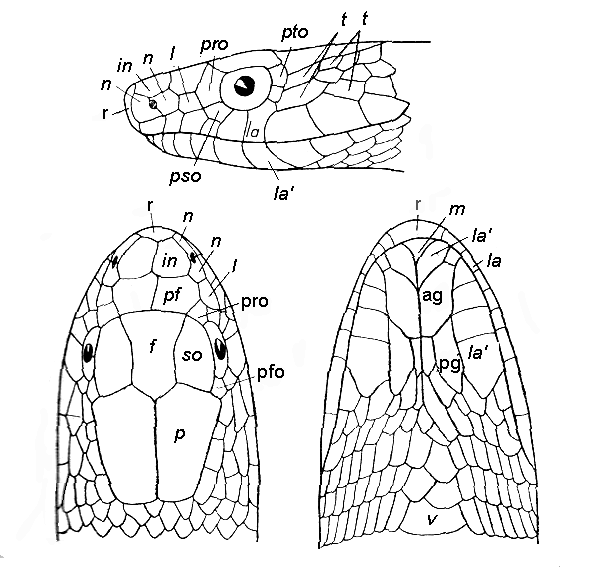
Terminologie der Kopfschuppen am Beispiel der Gefleckten Zornnatter (Platyceps ventromaculatus)

Das Scutum rostrale oder der Rostralschild, meistens als Rostrale abgekürzt, ist eine Kopfschuppe der Schlangen und anderer Schuppenkriechtiere. Es handelt sich hierbei um die unpaare Schuppe in der Mitte der Schnauzenspitze, direkt oberhalb der Mundöffnung. Damit steht sie der Mentale des Unterkiefers gegenüber. Entlang der Mundöffnung schließen sich die Oberlippenschilde oder Supralabialia an. Oberhalb des Rostrales liegen artabhängig die paarigen Nasorostralia oder nur die Nasalia.
Der Name „Rostrale“ ergibt sich aus der Bezeichnung Rostrum für die Nase. Wie alle anderen Kopfschilde ist ihre Form, Größe und Ausbildung ein wichtiges Bestimmungsmerkmal innerhalb der Schlangensystematik. Gelegentlich wird auch das Rüsselbein der Schweine (Os rostrale) salopp als „Rostrale“ bezeichnet.